# Pseudargyria interruptella
Pseudargyria interruptella là một loài bướm đêm trong họ Crambidae.